# Chatchatnahalli, Belur
Chatchatnahalli là một làng thuộc tehsil Belur, huyện Hassan, bang Karnataka, Ấn Độ.